# Joseph La Colombière
Pour les articles homonymes, voir La Colombière.
Joseph La Colombière (né à Vienne dans le Dauphiné en 1651 et mort à Québec en 1723) est un prêtre sulpicien, chanoine et vicaire général du diocèse de Québec, en Nouvelle-France (Canada), et prédicateur de renom. Il entra chez les Sulpiciens et fut ordonné prêtre vers 1676. Il demeure dans la métropole jusqu'en 1682. 
Il arriva en Nouvelle-France le 21 juillet 1682. Il fut aumônier de l'Hôtel-Dieu de Montréal pendant neuf ans. Rappelé en France, en 1691, avec Bailly, par l'abbé Tronson, il entra au séminaire de Saint-Sulpice ; mais Jean-Baptiste de La Croix de Chevrières de Saint-Vallier le ramena avec lui, à Québec, et le fit chanoine, en 1692, vicaire-général du diocèse et archidiacre, en 1698. Il obtint entre-temps un titre de docteur en droit civil et canonique. 
En 1694, il était supérieur des hospitalières de Québec. Le 4 juin 1708, il prononça l'oraison funèbre de Laval. Il fut aussi grand chantre, conseiller-clerc et supérieur des religieuses hospitalières de Québec. Il mourut de fièvres malignes à l'hôtel-Dieu, le 18 juillet 1723, à l'âge de 72 ans, et fut inhumé dans le chœur de la cathédrale.
Il est le frère de saint Claude La Colombière, jésuite célèbre par ses vertus et ses prédications, canonisé par Jean-Paul II en 1992, né en 1641 qui fut un confesseur et directeur de conscience très influent ( Marguerite-Marie Alacoque mystique de l’ordre de la Visitation, inspiratrice du culte du Sacré-Cœur et reconnue sainte par l'Église catholique; mais surtout de la duchesse d'York qui fut reine d'Angleterre). 

## Hommages
Une rue a été nommée en son honneur, en 1947, dans la ville de Québec.